# День матері (фільм, 2023)
«День матері» (пол. Dzień Matki) — польський пригодницький бойовик, який вийшов на Нетфліксі 24 травня 2023 року.

## Синопсис
Коли її давно залишеного сина викрадають, колишня спецагентка Ніна постає перед важким вибором. Вона вирішує використати свої небезпечні навички та зібрати всю свою силу, щоб врятувати свого сина.

## Актори
- Аґнешка Ґроховська — Ніна
- Даріуш Хойнацький — Лисий Коп
- Адріан Делікта — Макс
- Аркадіуш Брикальський — Начальник
- Себастьян Дела — Телескоп
- Шимон Врублевський — Вольто

## Український дубляж
- Світлана Мелеш — Ніна
- Микола Береза — Лисий Коп
- Владислав Партика — Макс
- Сергій Прокопович — Начальник
- Максим Левенець — Телескоп
- Юліан Грицевич — Вольто

- А також: Ірина Швайківська, Уляна Салій, Олександра Біла, Ігор Панчук, Сергій Попов, Едем Ібаддулаєв, Володимир Царьков, Михайло Лебединець

Фільм дубльовано студією «Postmodern» на замовлення компанії «Netflix» у 2023 році.
- Режисерка дубляжу — Аліса Гур'єва
- Перекладачка — Тетяна Горстка
- Спеціалістка з адаптації — Ганна Альзоба
- Звукооператор — Назар Куцевич
- Спеціаліст зі зведення звуку — Максим Корнилюк
- Менеджерка проєкту — Наталія Терещак